# Томнатик (Яловичори)
Томна́тик — гора в Українських Карпатах, у масиві Яловичорські гори. Розташована на хребті Томнатикул, у межах Вижницького району Чернівецької області, на північний схід від села Сарата і на північний захід від перевалу Семенчук.
Висота 1565,3 м. Вершина незаліснена, схили порівняно пологі; підніжжя гори поросле лісом. На північ від Томнатика розташована найвища гора Яловичорського масиву — Яровиця (1586,9 м).
На вершині гори розташована покинута база радянської ППО — «Памір».
Найближчі населені пункти: село Сарата, село Шепіт.
На горі Томнатик проходили зйомки відео-кліпу до пісні «1944», з якою співачка Джамала виграла Євробачення-2016.

## Фотографії

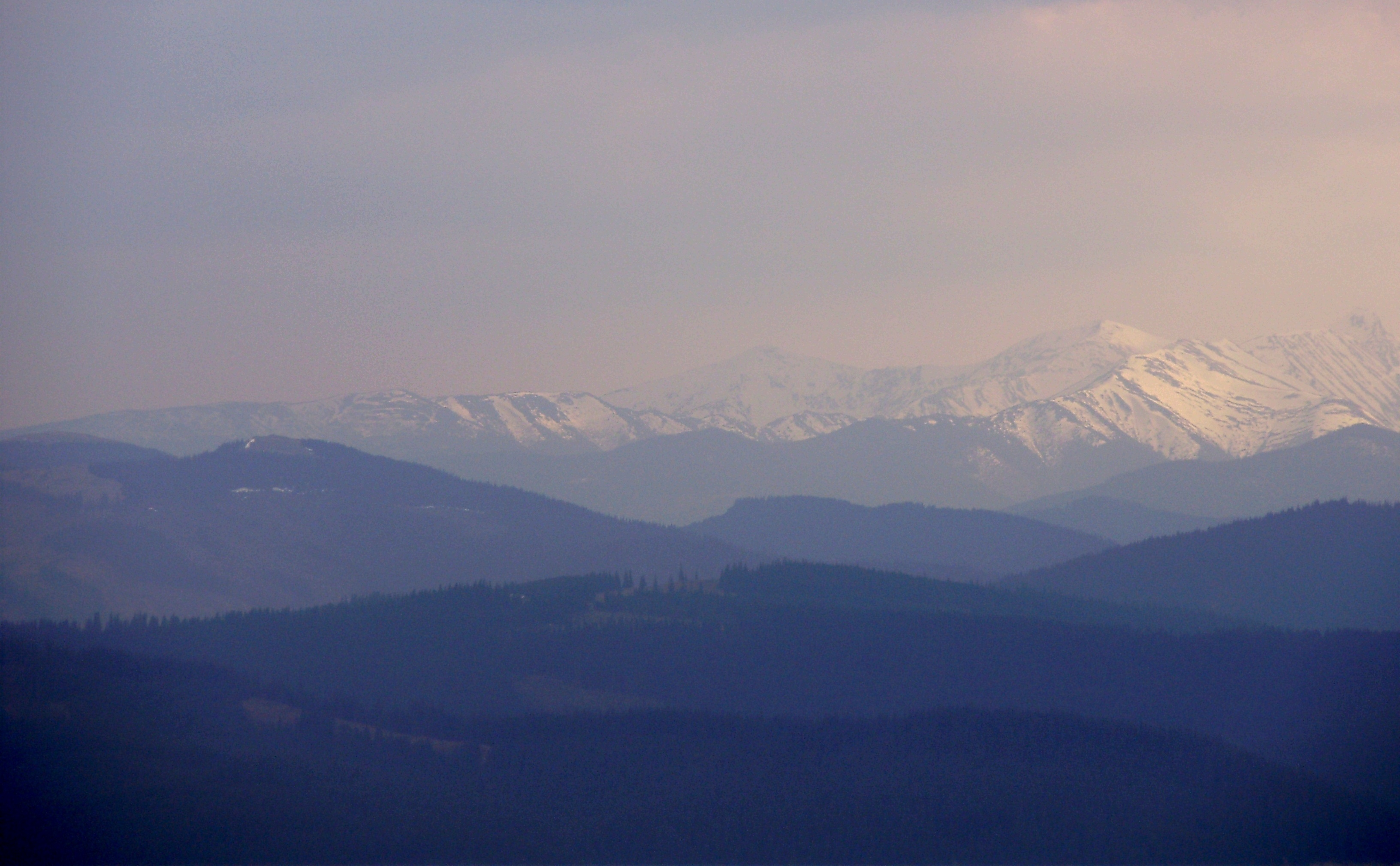
Вигляд на довколишні гори
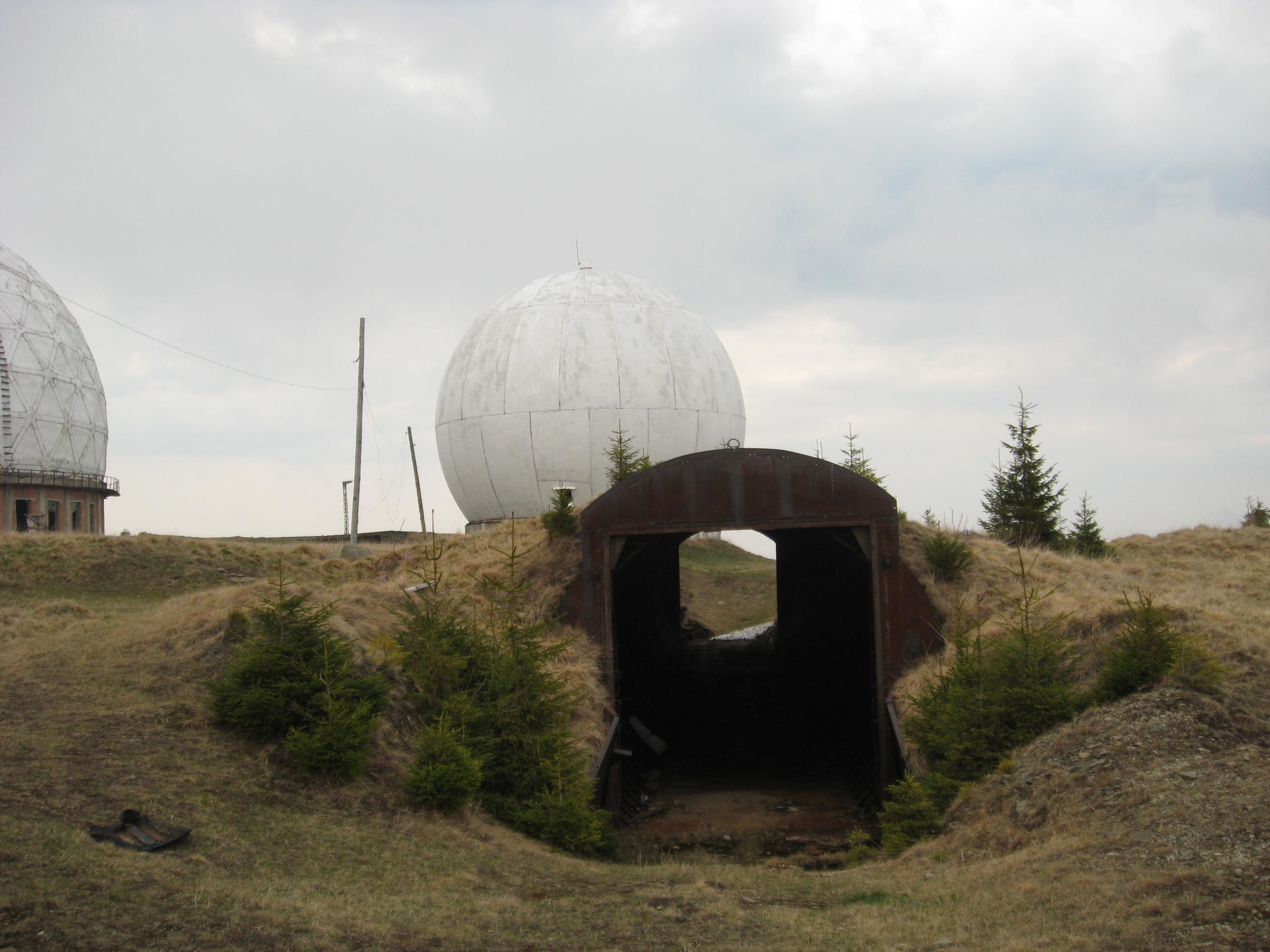
На вершині
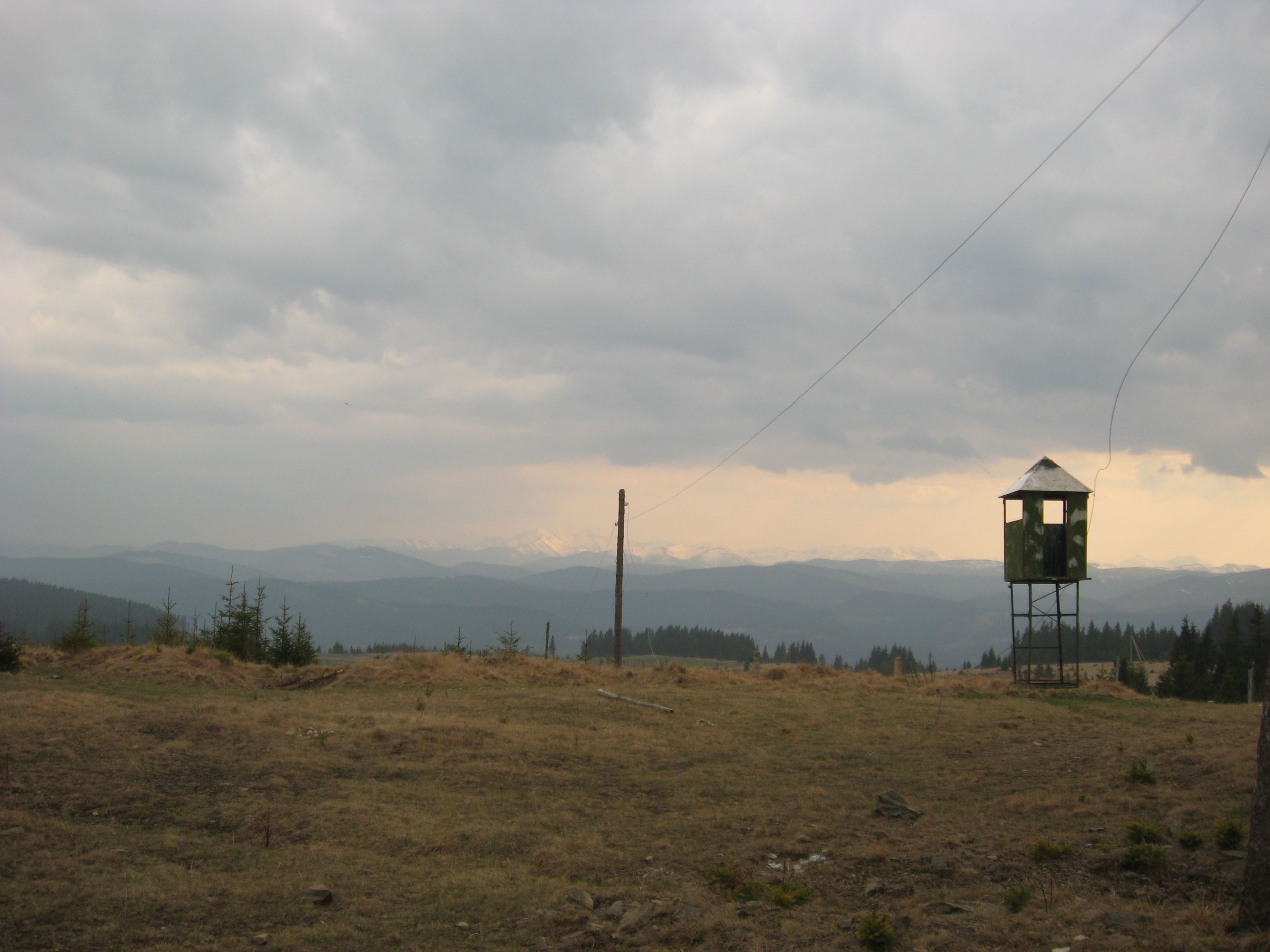
На вершині
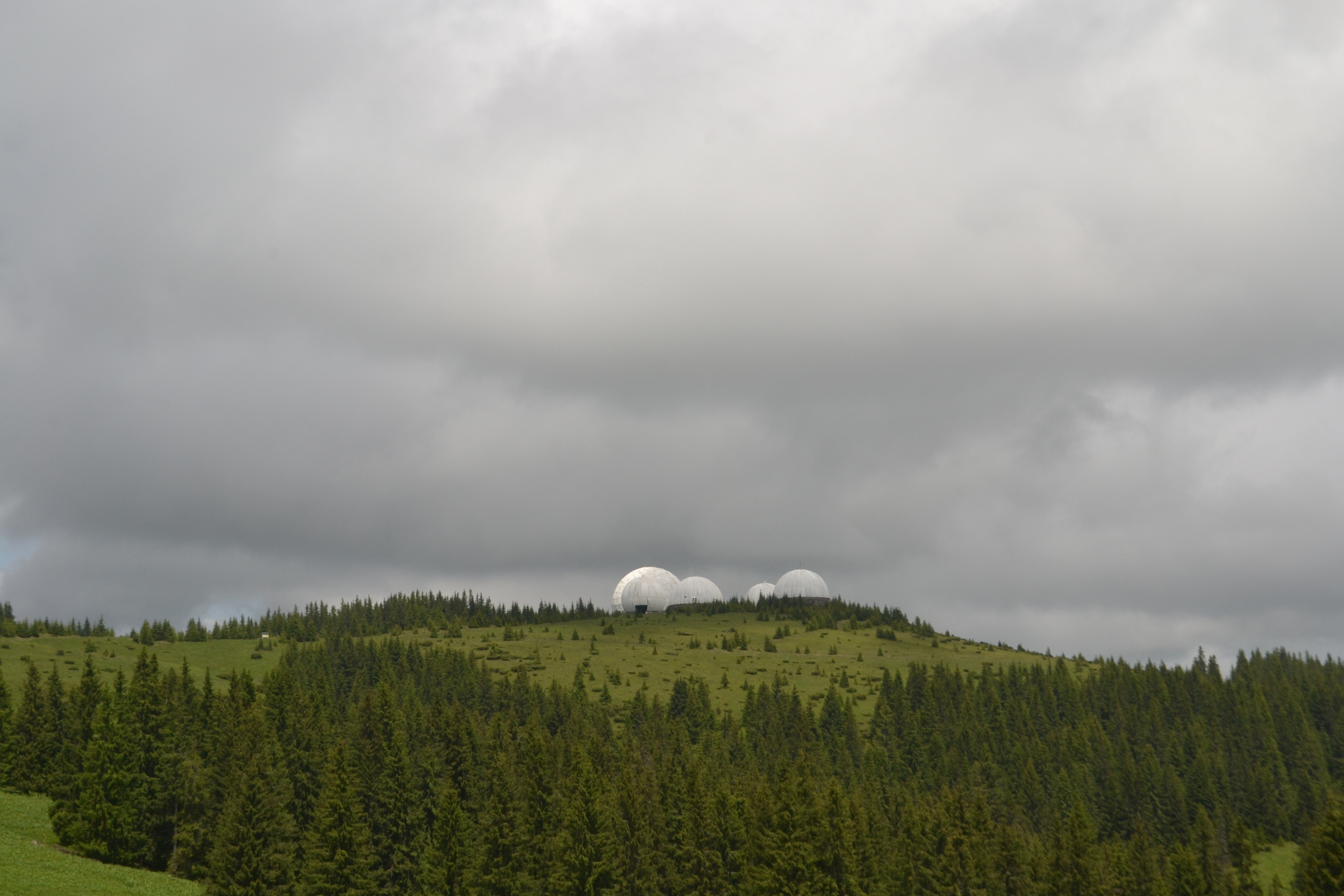
Вид на гору з боку села Шепіт